# Brik
 For alternative betydninger, se Brik (flertydig). (Se også artikler, som begynder med Brik)
En brik er en genstand, der anvendes i mange forskellige brætspil. Afhængig af hvilket brætspil der er tale om, kan brikken i det pågældende spil have forskellige formål og udseende. Et brætspil spilles normalt mellem to personer, hvor brikkerne typisk er ens hos begge spillere bortset fra farven.

## Eksempler på brikker i forskellige brætspil
- I skak er der 6 forskellige brikker for hver spiller, hvor modstanderens brikker kun afviger med hensyn til farven, som typisk er sort eller hvid.
- I kryds og bolle har hver spiller 3 brikker, som afviger i udseende og evt. også i farve.
- I backgammon spillet har hver spiller samme antal brikker med forskellige farver.
- I fire på stribe har hver et antal (21?) brikker med forskellige farver.